# Андерсон, Кеннет Льюис
Кеннет Льюис Андерсон (англ. Kenneth Lewis Anderson; 11 сентября 1805, Хилсборо, Северная Каролина — 3 июля 1845, Фэнторп-Инн, ныне в Андерсоне, Техас) — техасский политик, четвёртый (и последний) вице-президент Техаса.

## Биография
Кеннет Льюис Андерсон родился 11 сентября 1805 года в Хилсборо (Северная Каролина), в семье Кеннита Андерсона и Нэнси Андерсон (урождённой Томпсон). В юности работал сапожником.
Не позднее 1824 года Андерсон перебрался в округ Бедфорд (штат Теннесси). Примерно в 1825 году он женился на Пейшенс Бердитт (Patience Burditt), впоследствии у них было трое детей. В 1826 году Андерсон стал заместителем шерифа, в 1830 году — шерифом, а в 1832 году — полковником ополчения.
В 1837 году их семья переехала в Сан-Огастин, находившийся на территории Республики Техас. Там Андерсон также работал заместителем шерифа и шерифом. Примерно в то же время он получил юридическое образование. Президент Техаса Мирабо Ламар назначил Андерсона сборщиком таможенных пошлин в дистрикте Сан-Огастина, и он был подтверждён в этой должности в ноябре 1839 года.
В 1841 году Андерсон был избран членом Палаты представителей Техаса от округа Сан-Огастин, а 1 ноября 1841 года Палата представителей избрала его своим спикером.
В 1842 году Андерсон решил оставить политику и заняться юридической практикой в Сан-Огастине. Его партнёрами были Ройал Тайлер Уилер (Royal Tyler Wheeler), а затем Джеймс Пинкни Хендерсон и Томас Джефферсон Раск.

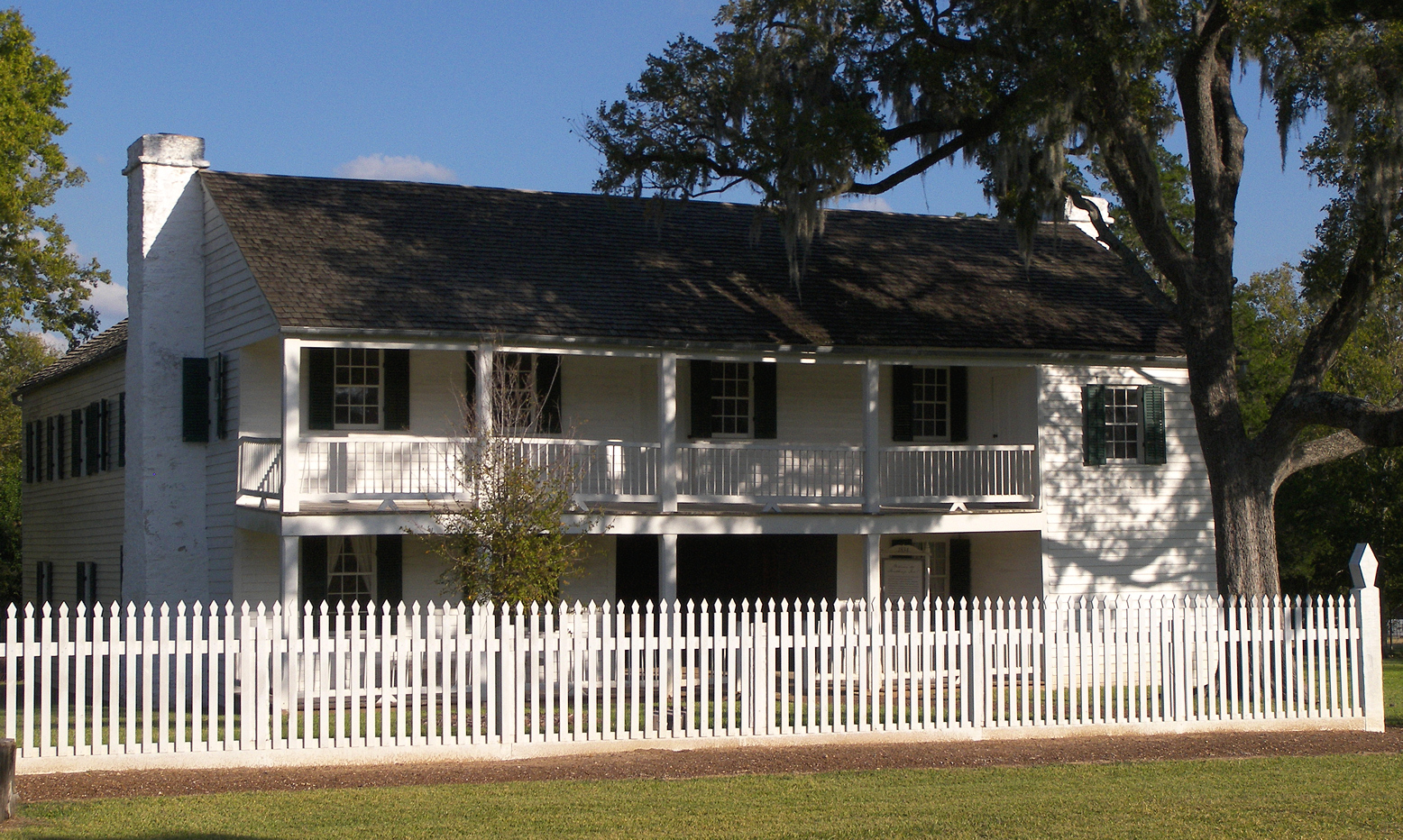
Отель Фэнторп-Инн

В 1844 году Андерсон был выдвинут кандидатом в вице-президенты Техаса. Его соперник, Патрик Черчилл Джек (Patrick Churchill Jack), скончался до начала выборов, так что Андерсон был избран почти единогласно, а президентом Техаса стал Энсон Джонс.
В июне 1845 года Андерсон председательствовал в Сенате Республики Техас, который проводил свои заседания в Вашингтоне-на-Бразосе. Именно в это время Конгрессом Техаса было принято решение о присоединении Техаса к США. После окончания сессии, несмотря на то, что он был нездоров, Андерсон отправился домой, но из-за высокой температуры был вынужден остановиться в отеле Фэнторп-Инн (ныне это место находится в городе Андерсон, названном в его честь). Там же он и скончался 3 июля 1845 года, после чего был похоронен на местном кладбище Фэнторп.

## Память
В честь Кеннета Льюиса Андерсона назван техасский округ Андерсон, а также город Андерсон, который является окружным центром округа Граймс.